# Acacia courtii
Acacia courtii är en ärtväxtart som beskrevs av Mary Douglas Tindale och Hersc. Acacia courtii ingår i släktet akacior, och familjen ärtväxter. Inga underarter finns listade i Catalogue of Life.